# Gries (Pfalz)

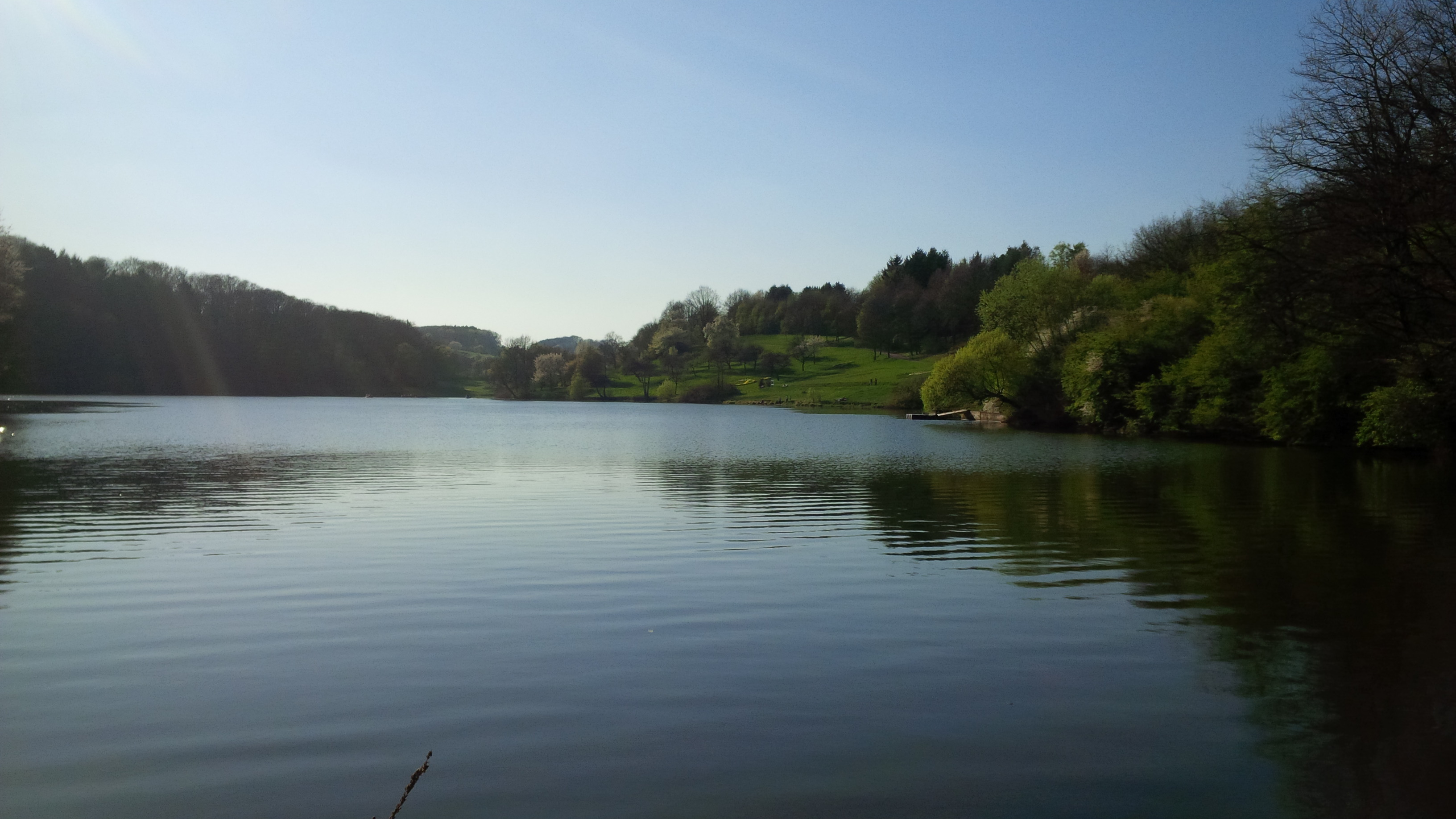
Ohmbach-Stausee

Gries ist eine Ortsgemeinde im Landkreis Kusel in Rheinland-Pfalz. Sie gehört der Verbandsgemeinde Oberes Glantal an.

## Geographie

### Lage
Gries liegt am Rande des Nordpfälzer Berglandes (Teil des Saar-Nahe-Berglandes), am südlichen Abhang des 314 m hohen Schlossberges in der Westpfalz und grenzt im Norden an den Landkreis Kaiserslautern. Im Norden befindet sich Börsborn, im Osten Elschbach (Ortsteil von Bruchmühlbach-Miesau im Landkreis Kaiserslautern), im Westen Brücken und südwestlich liegt Schönenberg-Kübelberg und zwar der Ortsteil Sand. Zur Gemeinde gehören zusätzlich die Wohnplätze Auf dem Hoch und Lebecksmühle.

### Gewässer
Im Süden liegt das Tal des Ohmbach mit dem 10 bis 18 ha großen Ohmbachstausee. Beide Gewässer bilden großteils die südliche Gemarkungsgrenze. Im Osten hat sich der Glan, der zugleich die östliche Gemeindegrenze bildet, in das Nordpfälzer Bergland mit einer markanten Schleife, bei der sich das Flüsschen nach Norden wendet, hineingeschnitten. Durch den Norden der Gemeinde abseits des Siedlungsgebiets verläuft der Kühnerbach, der von links in den Glan mündet.

## Geschichte

### Mittelalter
Gries wurde erstmals 1383 urkundlich erwähnt und zwar im sog. Breidenborner Kopialbuch. In diesem Eintrag leisten die Gemeinden des Münchweiler Tales – einer zum Kloster Hornbach bei Zweibrücken gehörenden Verwaltungseinheit – einen Treueeid für ihre neue Herrin, die Agnes von Neuenbaumberg. Der Ort ist aber rund 300 Jahre älter.
Gries entstand wahrscheinlich um die Wende vom 11. zum 12. Jahrhundert. Der Name „zuom ´griß“ – so die ursprüngliche Fassung – bedeutet im Mittelhochdeutschen kiesiger, sandiger Boden und der Zusatz „zum“ ist als Flurnamen einer anderen Gemeinde zu sehen. Diese wurden mutmaßlich im Zusammenhang mit der Einführung der Dreifelderwirtschaft vom ursprünglichen Ort getrennt. Aus räumlicher Perspektive ist die damals bereits existierende Gemeinde Kübelberg naheliegend. Gleichzeitig mit Gries sind mutmaßlich auch die Gemeinden Sand („zuom sand“), Schönenberg und Miesau entstanden, wenngleich für alle Gemeinden unterschiedliche Gründungsdaten – die auf zufälliger Erwähnung beruhen – genannt sind.
Der oberste Landesherr des Münchweiler Tales oder Amtes Münchweiler war das Kloster Hornbach. Es war das bedeutendste Benediktinerkloster westlich des Rheins und südlich der Nahe und verwaltete seine breit gestreuten Besitztümer nicht selbst, sondern übergab sie verschiedenen Vasallen zu Lehen. Nach den genannten Raugrafen von Alten- und Neuenbaumburg folgten die Breidenborner, danach die Mauchenheimer. Im 15. Jahrhundert schließlich kamen die Grafen von der Leyen durch Einheirat in den teilweisen und später vollständigen Besitz von Gries und den anderen Gemeinden des Münchweiler Amtes (Glan-Münchweiler, Nanzweiler, Dietschweiler, Börsborn, Steinbach, Haschbach). Jörg von der Leyen heiratete eine Tochter aus dem Adelsgeschlecht der Mauchenheimer. Da diese einen Anteil am Besitz der Ganerbenburg Blieskastel hatten, wurde Gries mit den anderen Gemeinden des Amtes ein Teil des Oberamtes Blieskastel und blieb es rund 300 Jahre lang bis zur Französischen Revolution.
Der oberste Landesherr wechselte in der Folge mehrfach. Die bisherigen Schutzherren des Klosters Hornbach, die Herzöge von Pfalz-Zweibrücken, übernahmen die Oberhoheit, nachdem das Kloster im Zuge der Reformation von den Mönchen verlassen wurde und selbst der letzte Abt Johann Kinthausen heiratete und protestantisch wurde. Da die Herrscher von der Leyen beim alten Glauben blieben – immerhin hatte ihre Familie, die aus Gondorf an der Mosel stammte, mehrere Trierer und Mainzer Erzbischöfe gestellt – gab es in Religionsfragen mehrmals Streitigkeit mit den zunächst zum Protestantismus übergetretenen Zweibrücker Herzögen. Diese Konflikte endeten meist vor dem Reichskammergericht in Speyer beziehungsweise Wetzlar.

### Vom Pfälzischen Erbfolgekrieg und bis zur Napoleonischen Herrschaft
Als Folge des Pfälzischen Erbfolgekrieges besetzten die Franzosen unter Ludwig XIV. nicht nur die kurpfälzischen Gebiete, sondern zusätzlich die zahlreichen anderen Kleinstaaten der Pfalz, so dass sie de facto das Sagen hatten. Andererseits hatten die Herzöge von Zweibrücken in das schwedische Königshaus eingeheiratet. Die Folge war, dass Pfalz-Zweibrücken zeitweise von dort aus verwaltet wurde. Die älteste Karte, auf der Gries erscheint und die 1564 vom Geometer Tilemann Stella, quasi als Illustration seiner Beschreibung der Ämter Zweibrücken und Kirkel, angefertigt wurde, liegt beispielsweise im Schwedischen Reichsarchiv in Stockholm. Die Machtverhältnisse sollten sich im Laufe der Jahrhunderte häufig verändern. Gleich blieb lediglich die Zugehörigkeit zur Herrschaft der Grafen (später Reichsgrafen) von der Leyen als Lehnsleute der jeweiligen obersten Landesherren.
Wenige Jahrzehnte nachdem die von der Leyen ihre Hauptresidenz von Koblenz nach Blieskastel verlegt hatten und letztere repräsentativ ausbauten, marschierten französische Truppen im Zuge der Französischen Revolution ein. Die letzte, legendäre und populäre Gräfin Marianne von der Leyen gelang über Schloss Karlsberg und Glan-Münchweiler die Flucht zu Verwandten in das rechtsrheinische Hessen.
Ab 1798, als die Pfalz Teil der Französischen Republik (bis 1804) und anschließend Teil des Napoleonischen Kaiserreichs war, war Gries in den Kanton Waldmohr eingegliedert. Die Franzosen blieben nach der Niederlage Napoleons bei der Völkerschlacht bei Leipzig (1813) und der Einnahme des Linken Rheinufers durch die Alliierten bis Anfang 1814.

### Königreich Bayern
Nach der Regelung auf dem Wiener Kongress im Jahr 1815 kam die Pfalz, nach mehreren Übergangsphasen – so beispielsweise die Gemeinschaftliche österreichisch-baierschen Landes-Administration –, schließlich 1816 zu Bayern. Die Errungenschaften der Französischen Revolution, wie Gewerbe- und Pressefreiheit, unabhängige Gerichte, moderne Verwaltung, Gleichheit aller Bürger und dergleichen. blieben speziell für die Pfalz erhalten. Gries wurde 1818 Teil des Landes-Commissariates Homburg; zum damaligen Zeitpunkt gehörte Homburg zum Rheinkreis. Erster „Landcommissär“ wurde Philipp Jakob Siebenpfeiffer. Zu jener Zeit treuer Anhänger der bayerischen Monarchie, deren Herrscher ausnahmslos Nachkommen von pfälzischen Wittelsbachern waren, da die altbairische Linie Mitte des 18. Jahrhunderts ausstarb, war er 1832 einer der Hauptinitiatoren des Hambacher Festes, der bedeutendsten, als Volksfest getarnten, Demonstration für Demokratie im Deutschland des Vormärz. Während dieser Zeit wurde Gries der Bürgermeisterei Schönenberg zugeteilt.
1848 trennten sich die Gemeinden Sand und Gries von dieser und hatten bis 1954 eine eigene gemeinsame Gemeindeverwaltung. Ab 1862 wurde das bisherige Landkommissariat in das Bezirksamt Homburg umgewandelt.
Da der westliche Teil des Bezirksamts mit den Kohlengruben und der Hüttenindustrie, in der schon damals die Mehrzahl der Grieser Bürger ihr Brot verdienten – einschließlich Homburg selbst – 1920 dem neu geschaffenen Saargebiet zugeschlagen wurde, wurde dadurch mitten durch die lange harmonisch gewachsene Verwaltungseinheit aufgrund des Versailler Vertrages eine brutale Trennlinie gezogen. Der östliche Teil verblieb beim „Reich“. Der Kanton Waldmohr war ebenso getrennt wie das gesamte bisherige Bezirksamt. Dies betraf zusätzlich die Bürgermeisterei Waldmohr mit Waldmohr und Jägersburg wurde auseinandergerissen.

### Jüngere Vergangenheit
Gries gehörte seit 1919/1920 zum Bezirksamt Kusel; dem ehemaligen Homburger Kanton Waldmohr wurde jedoch noch bis Ende des Zweiten Weltkrieges ein Sonderstatus einer Bezirksamtsaußenstelle des Landratsamtes Kusel zugestanden. Im Übrigen sind heute noch die Beziehungen nach Homburg näher als zur heutigen Kreisstadt Kusel, und das nicht nur, weil sie etwa doppelt soweit entfernt liegt wie Homburg. Seit 1939 ist die Gemeinde Bestandteil des Landkreises Kusel.
Mit Ende des Zweiten Weltkrieges und der Neubildung des Landes Rheinland-Pfalz.
Nach dem Zweiten Weltkrieg wurde Brücken innerhalb der französischen Besatzungszone Teil des damals neu gebildeten Landes Rheinland-Pfalz sowie des Regierungsbezirks Pfalz; damit einhergehend endete zusätzlich die bis dahin bestehende Zugehörigkeit zu Bayern.
Die Verwaltungsgemeinschaft mit Sand endete nach einigen, aus heutiger Sicht, denkwürdigen Zwischenschritten 1954. Sand wurde fortan ein Teil der Gemeindeverwaltung Schönenberg. Gries blieb zur Gegenwart selbständig. Im Zuge der ersten rheinland-pfälzischen Verwaltungsreform wurde der Ort 1972 in die neu geschaffene Verbandsgemeinde Schönenberg-Kübelberg eingegliedert.
Neben der „Errichtung“ des Ohmbachsees bis 1978 ist die mit der Gemeinde Gries im elsässischen Département Bas-Rhin 1979 geschlossene Partnerschaft ein wichtiges Datum in der jüngeren Geschichte des Dorfes. Mit dieser Gemeinde verbindet Gries seither eine enge Beziehung.
Seit 1972 wurden große Neubaugebiete erschlossen, die sich vom alten Ortskern bis zum Sportplatz des TuS Gries, der lange von weiten, landwirtschaftlich genutzten Flächen umgeben war. Ein weiteres Neubaugebiet am südwestlichen Ende des Dorfes an der „Hutschwaldstraße“ ist seit 2012 erschlossen, und bis auf wenige Ausnahmen bebaut. Seit 2017 ist Gries Bestandteil der Verbandsgemeinde Oberes Glantal.

## Religion
Vor Ort existiert eine protestantische Kirche, die 1964 errichtet wurde. Die jüdische Gemeinde verfügte einst über einen Friedhof, dessen Einzugsgebiet über Gries hinausging.

## Politik

### Bürgermeister
- 1848–1874: Jakob Pflüger, Sand
- 1874–1887: Nikolaus Ulrich, Sand
- 1887–1918: Philipp Vollmar
- 1918–1933: Jakob Christmann
- 1933–1937: Ernst Gortner
- 1937–1939: Ernst Scheck
- 1939–1945: Otto Fuhrmann
- 1945: Reinhard Rubly, Sand
- 1946: August Bauer, Sand
- 1946: Eduard Müller, Sand
- 1946–1947: Eduard Spieß, Sand
- 1947–1952: August Bauer, Sand
- 1953–1967: Karl Kallenbach (Wählergruppe Kallenbach)
- 1967–1977: Eugen Bernd (SPD)
- 1977–1999: Ludwig Jung (SPD)
- 1999–2004: Gunther Jung (SPD)
- 2004–2009: Manfred Perschke (Freie Wählergruppe „bürgernah“ e. V.)
- 2009–2014: Gerd Heinz (SPD)
- 2014–2024: Olaf Klein (SPD)[2]
- ab 2024: Rainer Krupp (FWG Gries)

### Partnergemeinden
Mit Gries (Bas-Rhin) im Nordelsass (etwa sechs Kilometer nach Hag(u)enau und zwölf Kilometer in die Europastadt Straßburg) besteht seit dem 20. Mai 1979 eine Partnerschaft. Die Partnerschaft hat sich seit ihrer Entstehung gut entwickelt. Durch die relative Nähe (ca. 110 km) können auch private Kontakte gepflegt werden. Auch eine gemischt pfälzisch-elsässische Ehe mit Kindern ist daraus hervorgegangen. Gegenseitiger Besuch beider Gemeinderäte und weiterer öffentlicher Einrichtungen der jeweiligen örtlichen Vereine sind Routine.

## Wirtschaft und Infrastruktur

### Verkehr
Die Kreisstraße 8 führt in die nördliche Richtung nach Börsborn und in die südliche nach Bruchmühlbach-Miesau. Innerhalb der Ortsmitte zweigt von ihr die Kreisstraße 9 ab, die eine Verbindung mit Schönenberg-Kübelberg schafft.
Südöstlich befindet sich die A 6, nordöstlich die A 62. In Glan-Münchweiler ist ein Bahnhof der Bahnstrecke Landstuhl–Kusel. Autobahnanschlüsse auf die A 6 Mannheim-Saarbrücken sind in Bruchmühlbach-Miesau (Ortsteil Miesau) und zwischen Waldmohr und Homburg-Bruchhof (Waldmohr-Schönenberg-Kübelberg). Nächstgelegener Bahnhof ist der von Bruchmühlbach-Miesau (Entfernung sechs Kilometer), meistgenutzter der Bahnhof Homburg mit ICE-Anschluss.
Die Gemeinde wird von der Buslinie 283 der Omnibusverkehr Rhein-Nahe an das Nahverkehrsnetz angeschlossen; diese schafft eine Verbindung mit Homburg und Glan-Münchweiler.

### Behörden
Die Gemeinde gehört zum Zuständigkeitsbereich des Amtsgerichts Landstuhl.

## Persönlichkeiten
- Peter Brauchle (* 1970), Bildhauer, schuf 1999 die Skulptur Entenlieschen am örtlichen Bürger- und Vereinshaus
- Christian Dingert (* 1980), Fußballschiedsrichter, wohnt vor Ort